# Мнёва, Надежда Евгеньевна
Надежда Евгеньевна Мнёва (19 июля 1902, Москва — 26 сентября 1968, Москва) — историк искусства, музейный работник, реставратор, знаток древнерусской живописи, педагог.

## Биография
Родилась в Москве. Научный сотрудник Третьяковской Галереи в 1935—1962 годах, заведующая отделом древнерусского искусства (1938—1962). В вопросах подготовки реставрационных кадров долгое время сотрудничала с Н. П. Сычевым.
Умерла в 1968 году. Похоронена на Рогожском кладбище.

## Ученики и преемники
- Филатов, Виктор Васильевич
- Ямщиков, Савелий Васильевич

## Семья
- Дед — Силин Иван Лукич (около 1825—1899) — антиквар, коллекционер русской старины, знаток рукописных икон.
- Отец — Силин Евгений Иванович (1877—1928) — сотрудник музейного отдела Наркомпроса, реставратор и первый директор музея храма Василия Блаженного.
- Мать — Силина Клавдия Афанасьевна (урожденная Собинникова; 1880—1957), дочь московского фабриканта Собинникова (производство деталей из чугуна).
- Муж — Мнёв Николай Терентьевич (1897—1992).
- Сын — Мнёв, Евгений Николаевич (1923—2009) — учёный в области динамики сплошных сред и двухсредных аппаратов, основоположник нового раздела механики — нестационарная гидроупругость оболочек, участник создания баллистических ракет морского базирования, педагог, доктор технических наук, профессор, почётный профессор Военно-морской академии, заслуженный деятель науки и техники РСФСР, контр-адмирал-инженер.
  - Внук — Мнёв Евгений Евгеньевич (18 ноября 1947 г.р.) — Мастер спорта СССР по санному спорту, выступал за сборную Москвы по санному спорту и сборную Профсоюзов СССР. Работает тренером в спортивных клубах Москвы.
  - Внук — Мнёв Николай Евгеньевич[2] (1 мая 1957 г.р.), старший научный сотрудник Санкт-Петербургского отделения Математического института им. В. А. Стеклова РАН, кандидат физико-математических наук, автор работ, посвященных теоремам универсальности для пространств конфигураций точек.[3]
    - Правнук — Мнёв Павел Николаевич (26 сентября 1981 г.р.), кандидат физико-математических наук, работает в ПОМИ РАН и преподает в Цюрихском Университете (Швейцария).

## Награды
- Орден «Знак Почёта» (11 мая 1956 года) — за большие заслуги в деле пропаганды русского и советского изобразительного искусства и в связи со 100-летием со дня основания Государственной Третьяковской галереи[4].